# Катальпа японська (Кам'янець-Подільський, вул. Л. Українки, 50)
Ката́льпа япо́нська — ботанічна пам'ятка природи місцевого значення в Україні. Розташована в межах міста Кам'янець-Подільський Хмельницької області, на вул. Л. Українки, 50.
Площа 0,01 га. Статус надано згідно з розпорядженням облвиконкому від 11.06.1970 року № 156-р«б». Перебуває у віданні: КП «Кам'янецький парк».
Статус присвоєно для збереження двох дерев катальпи (Catalpa).